# 龟山站 (韩国)
龜山站（：／ Gusan yeok */?）是首尔地铁6号线沿線的一座地下車站，位於韓國首爾特別市恩平區龜山洞，緊鄰京畿道高陽市。

## 車站構造
站體為曲線式設計單邊側式月台的地下車站，候車月台設有月台幕門，共有4處出口。
6號線循環線為單向運行，因此本站並無對向列車可轉乘。

### 月台配置
| 延新川 |
|        |
| 鷹岩 ↓ |

| 月台 | 路線           | 目的地                                   |
| ---- | -------------- | ---------------------------------------- |
| 循環 | ●首尔地铁6号线 | 鷹岩、數碼媒體城、孔德、烽火山、新內方向 |

## 歷史
- 2000年12月15日：落成啟用。

## 車站周邊
- 高陽西五陵
- 驛村中央市場
- 禮一初等學校
- 禮一女子中學、高校
- 善正高校
- 葛峴洞郵局
- 韩亚银行驛村洞分行
- 先進運輸（朝鲜语：선진운수 (서울)）總部、龍頭洞營業處

## 圖片

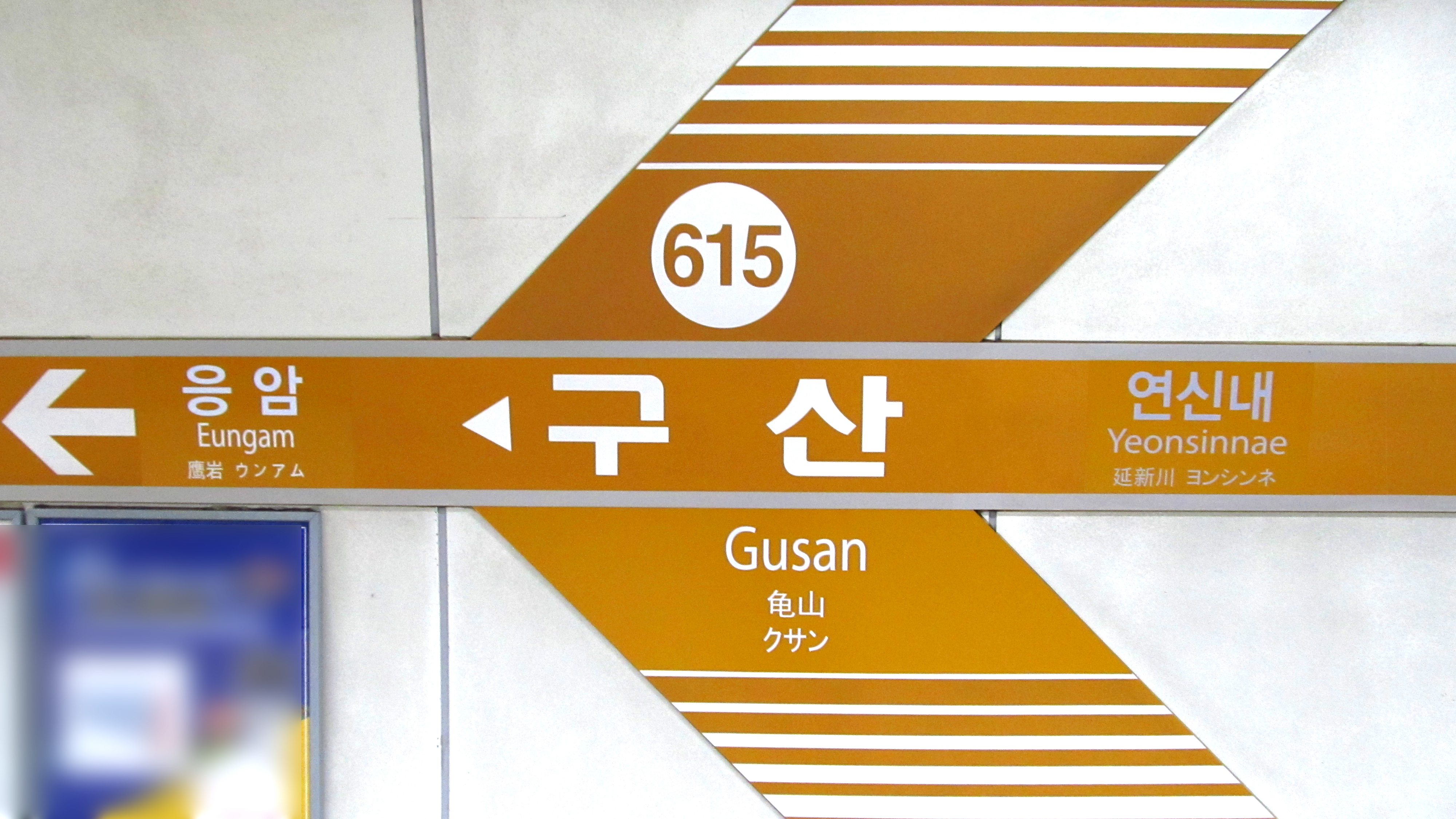
站名牌
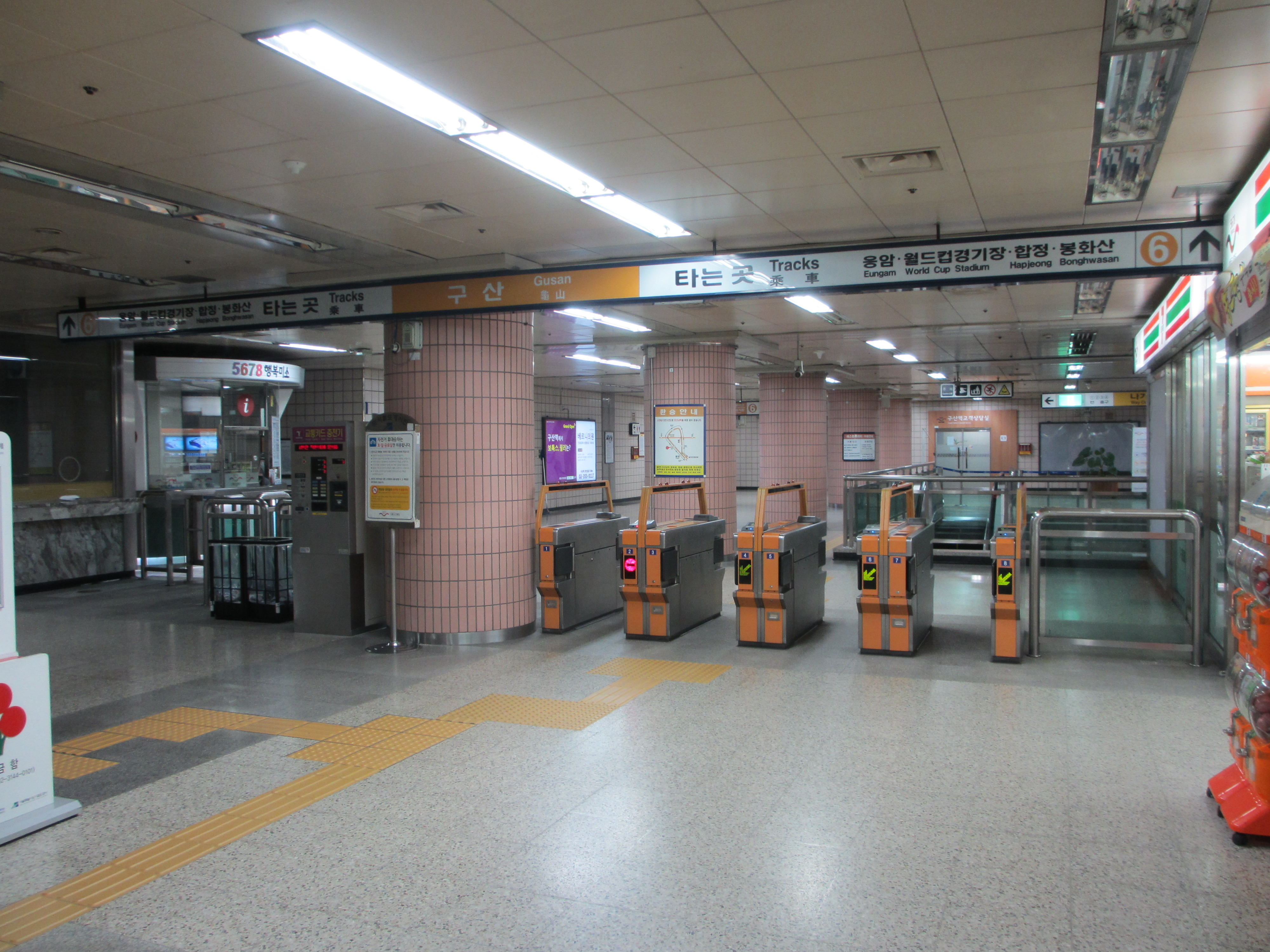
剪票閘口
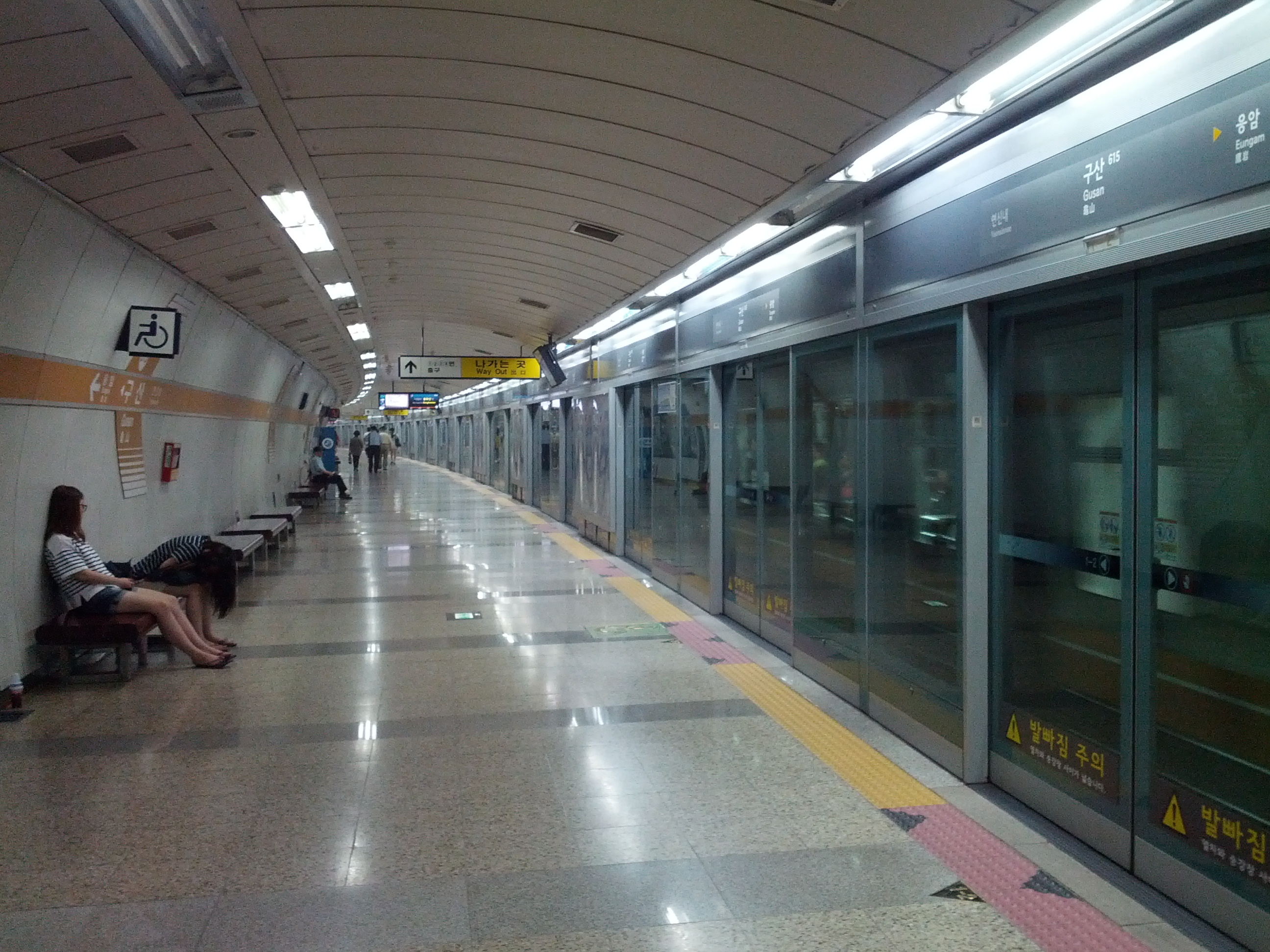
候車月台
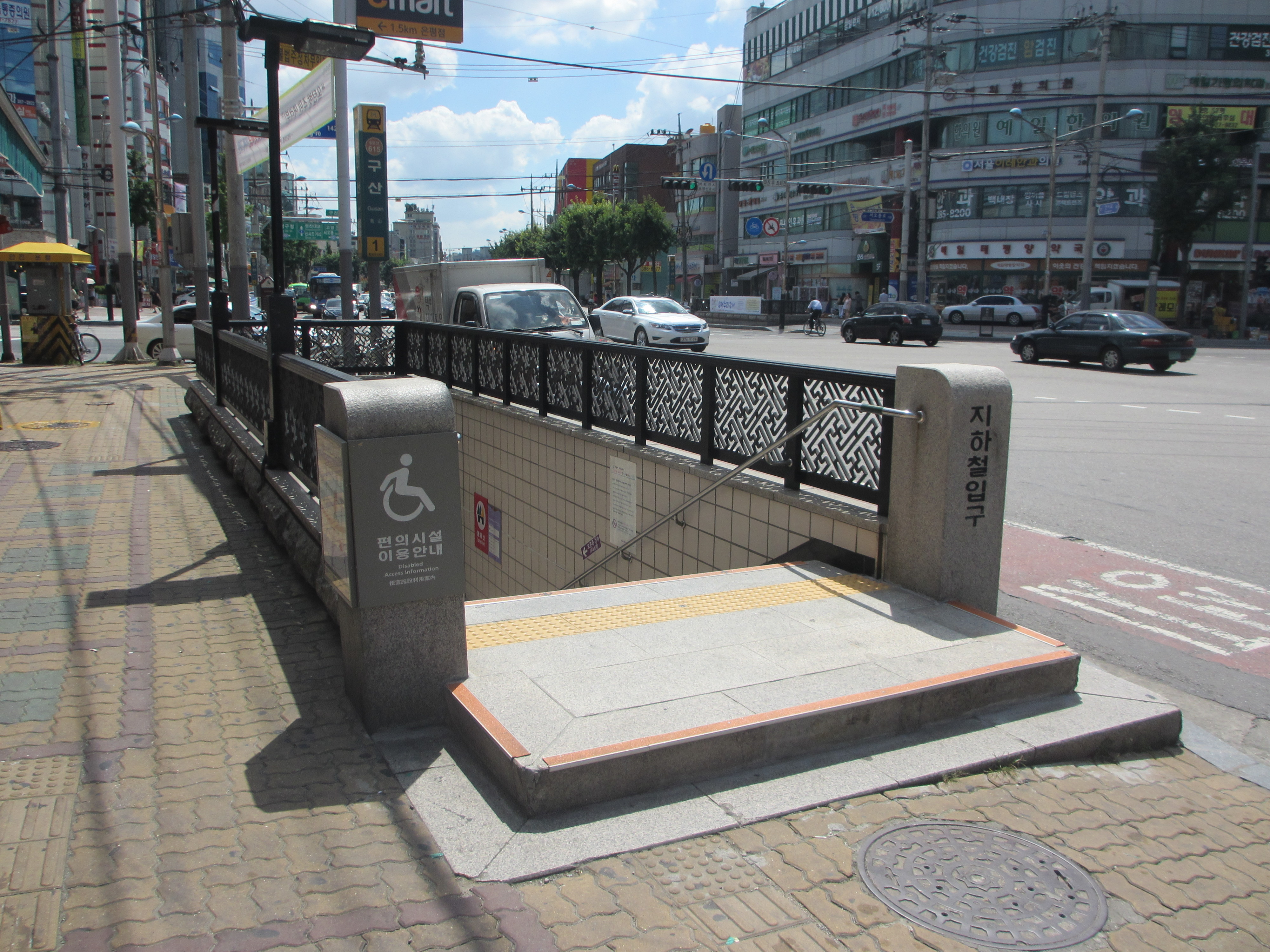
1號出口
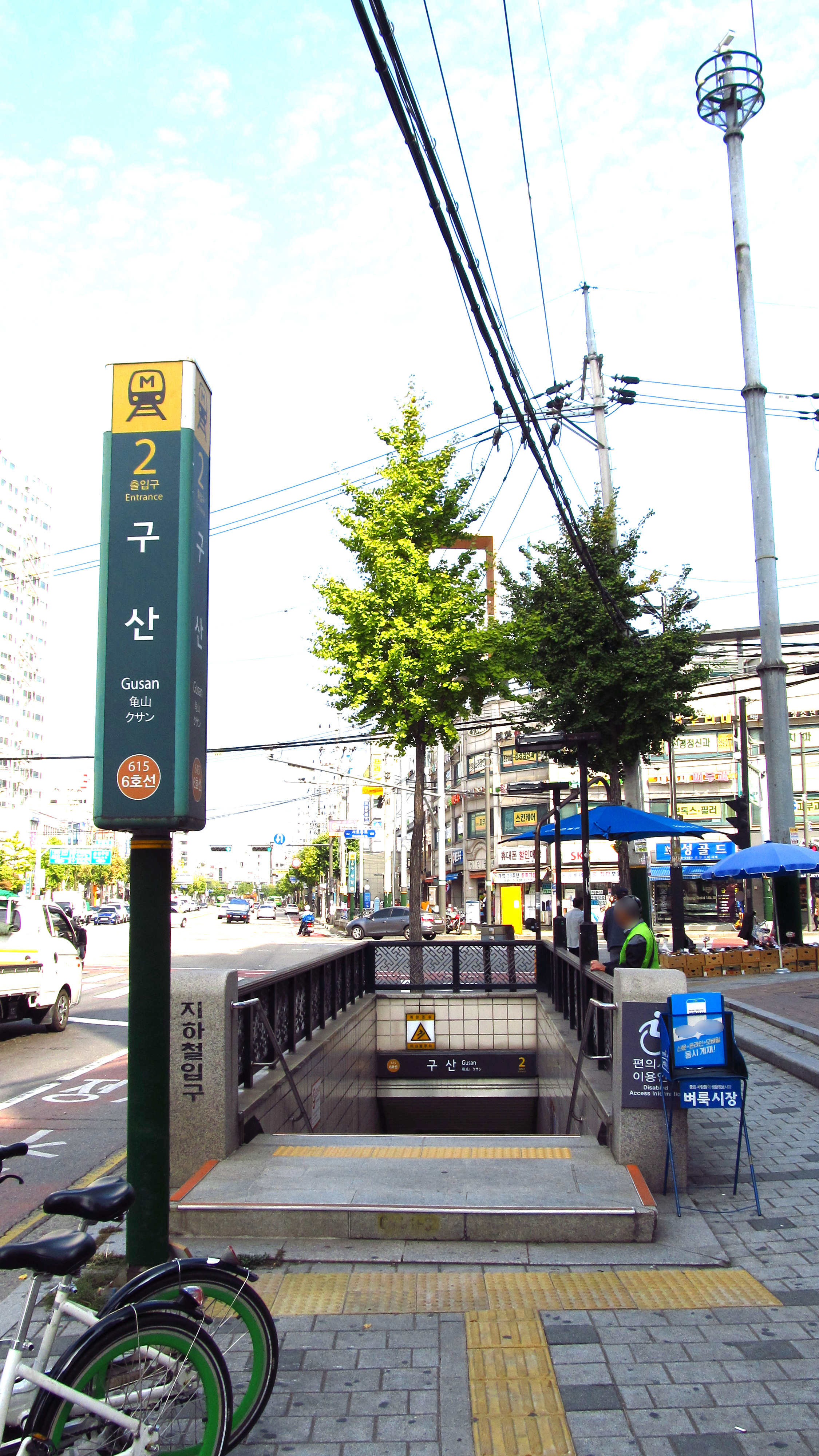
2號出口
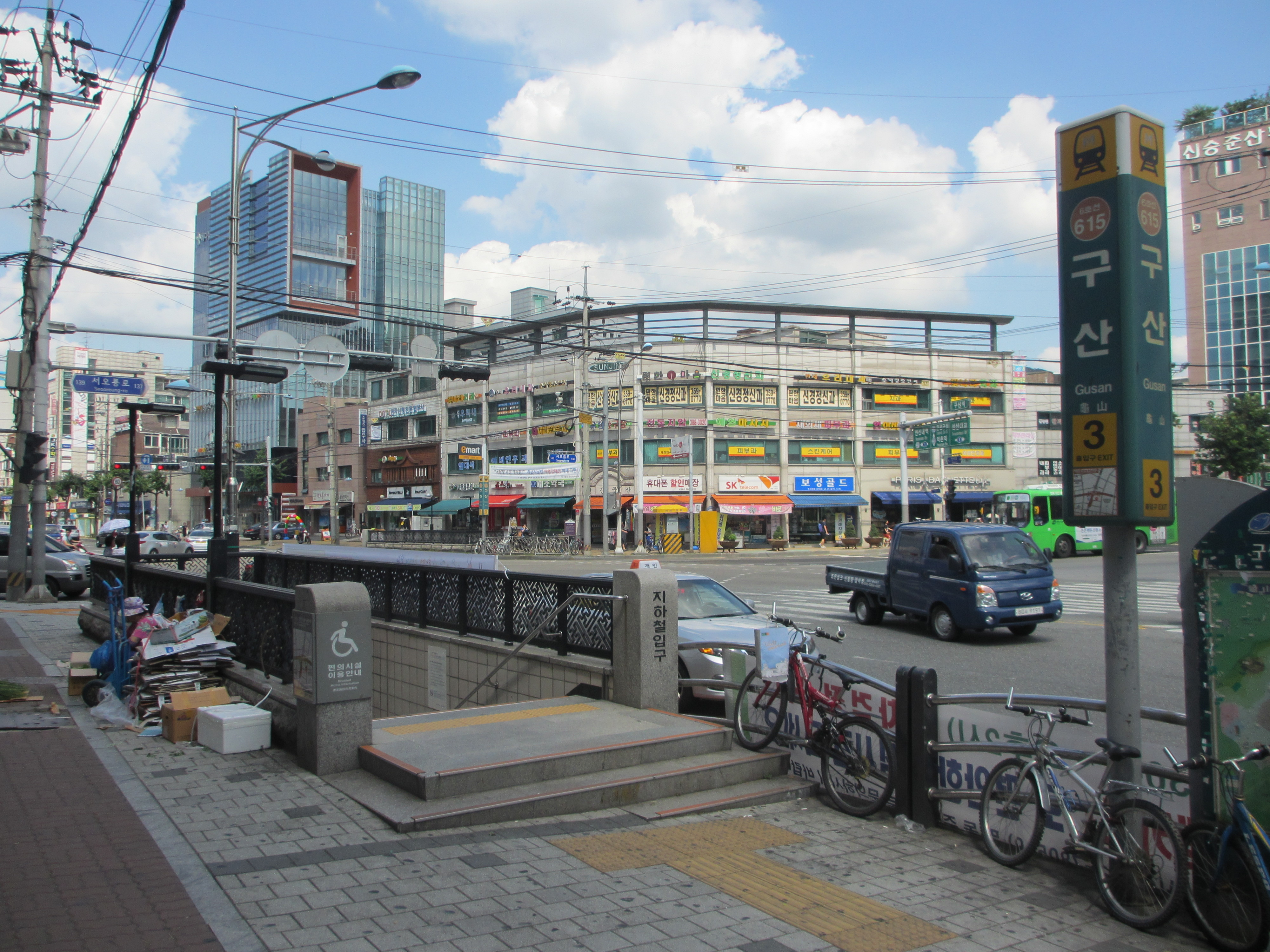
3號出口
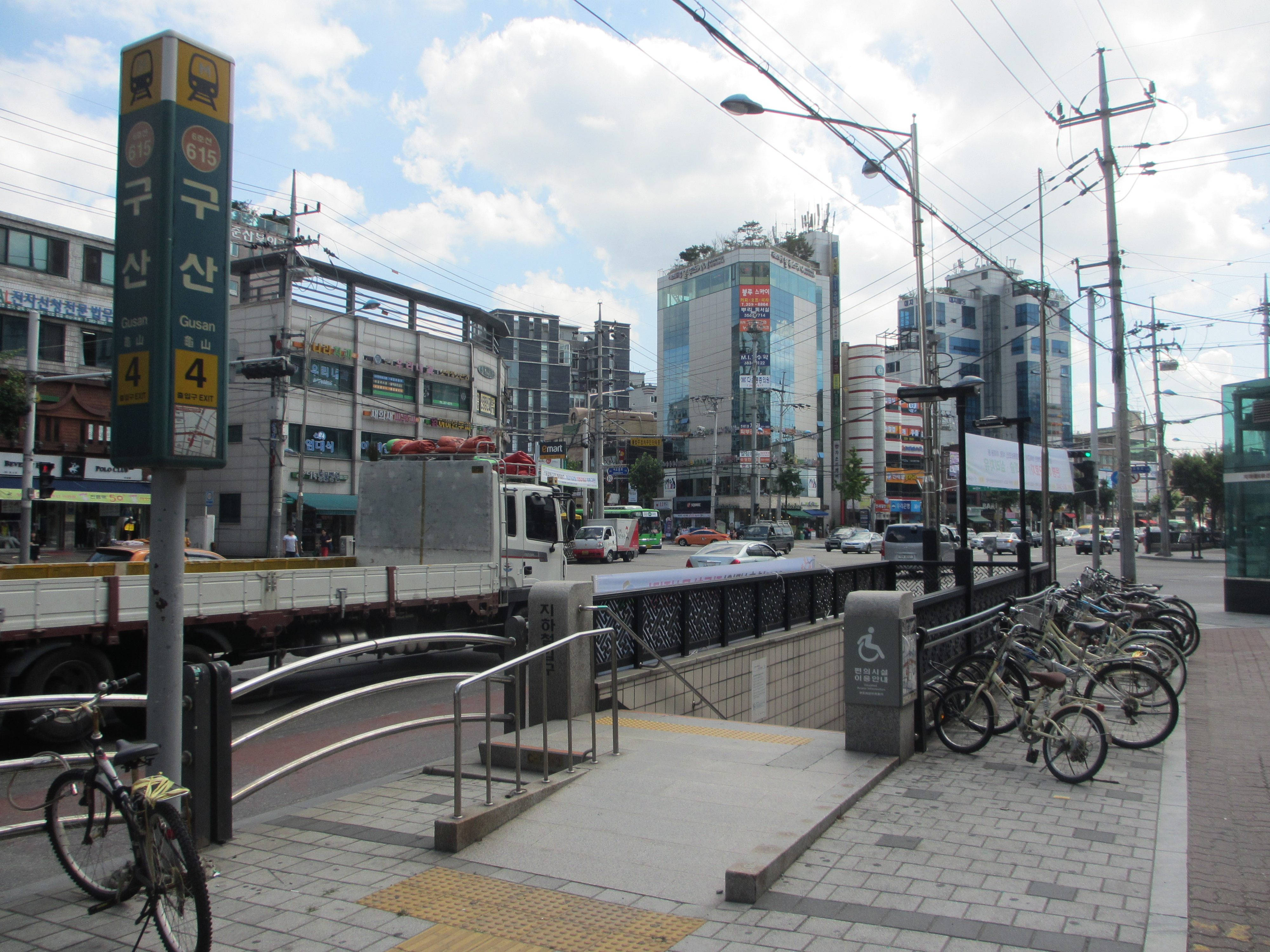
4號出口
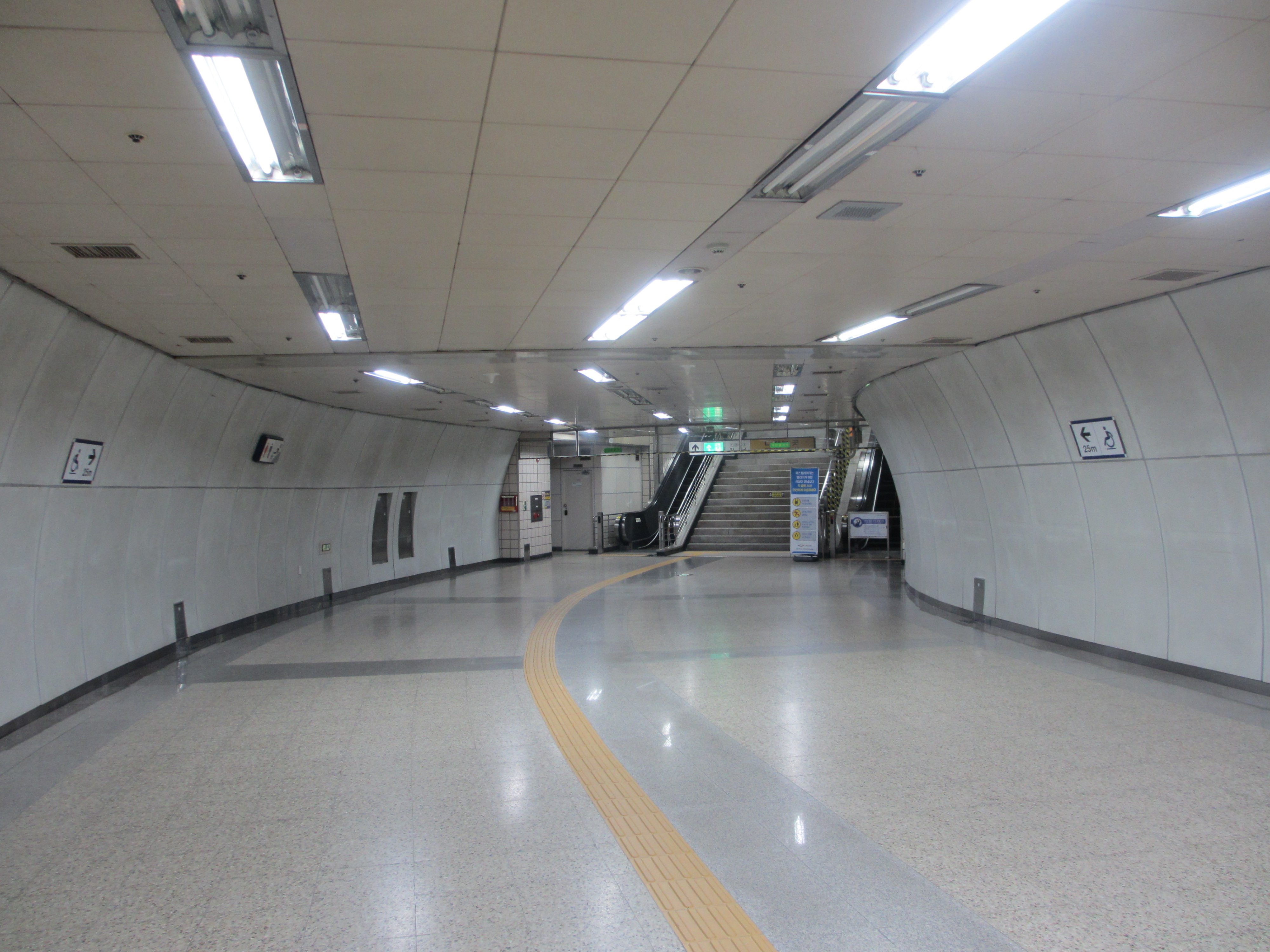
車站通道與電扶梯
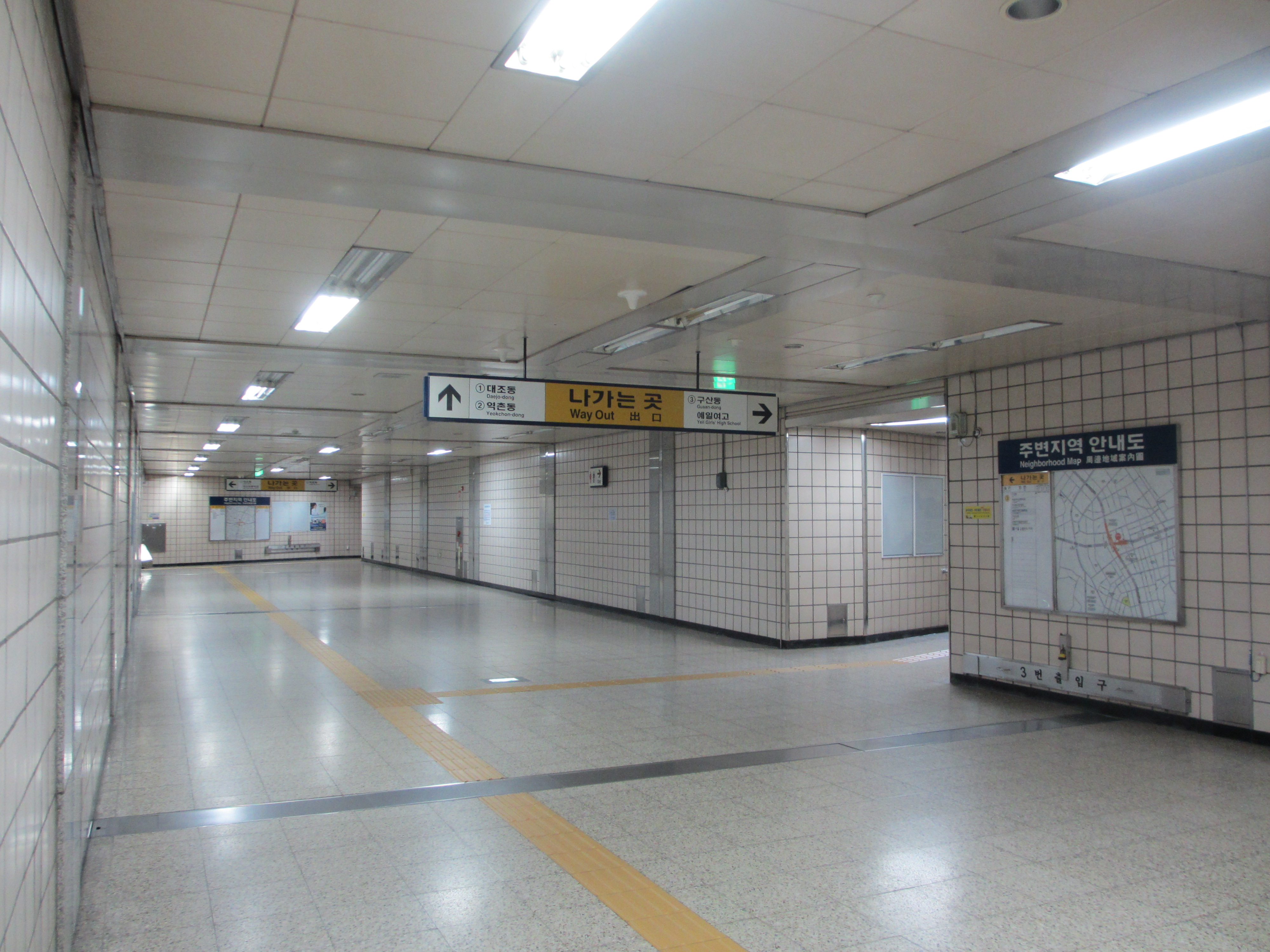
出口通道
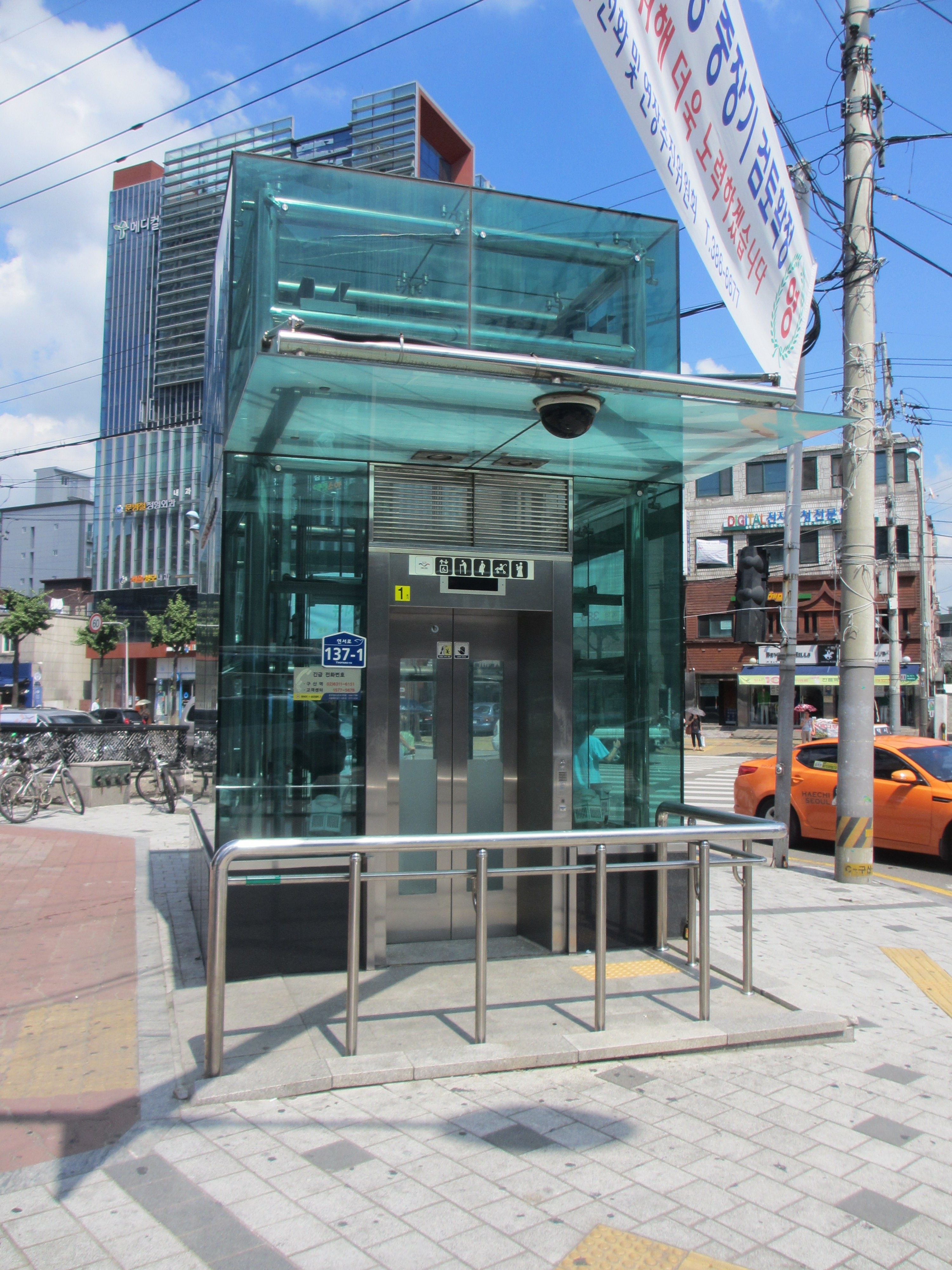
出口電梯（地面）
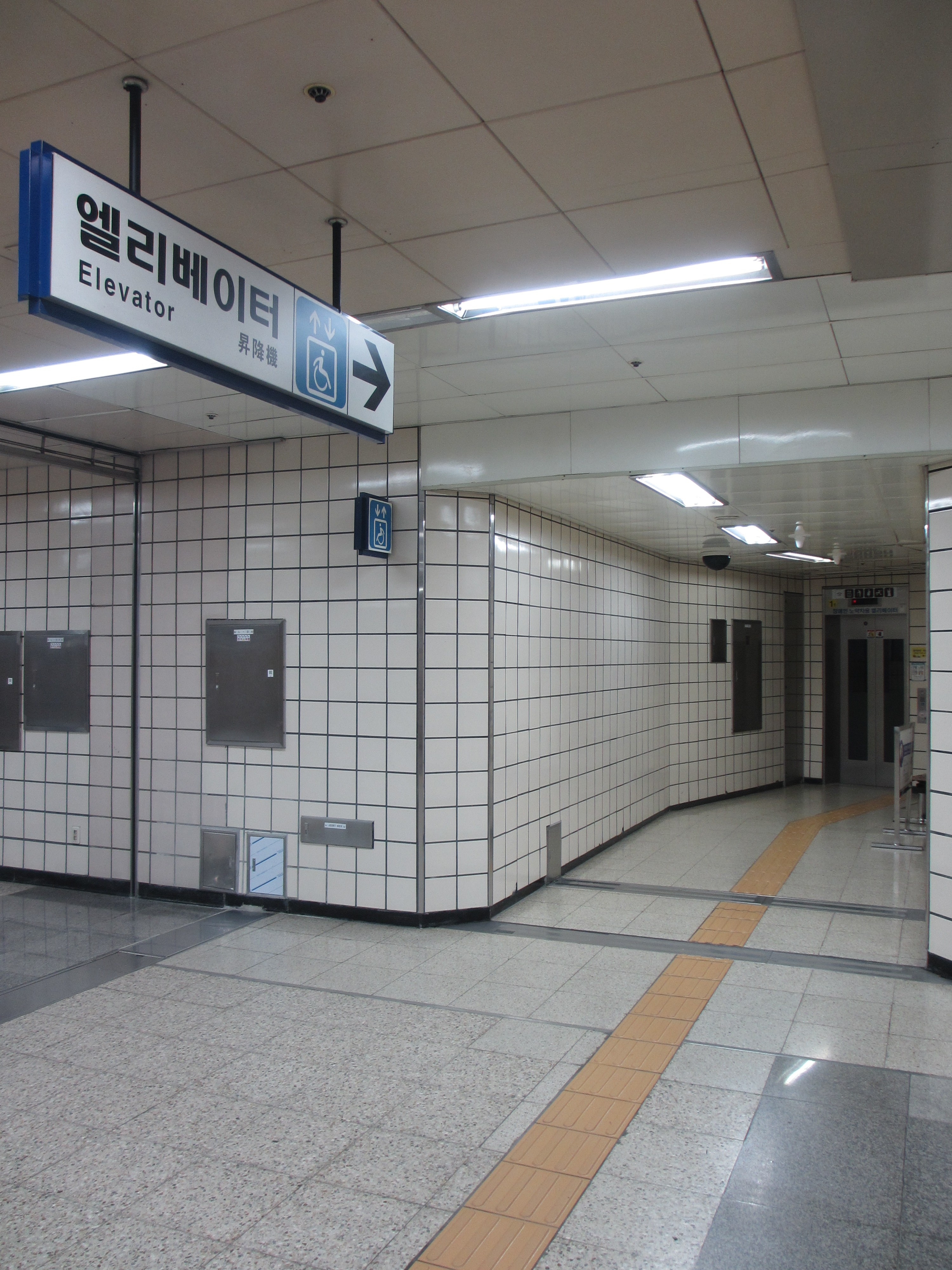
出口電梯（地下）
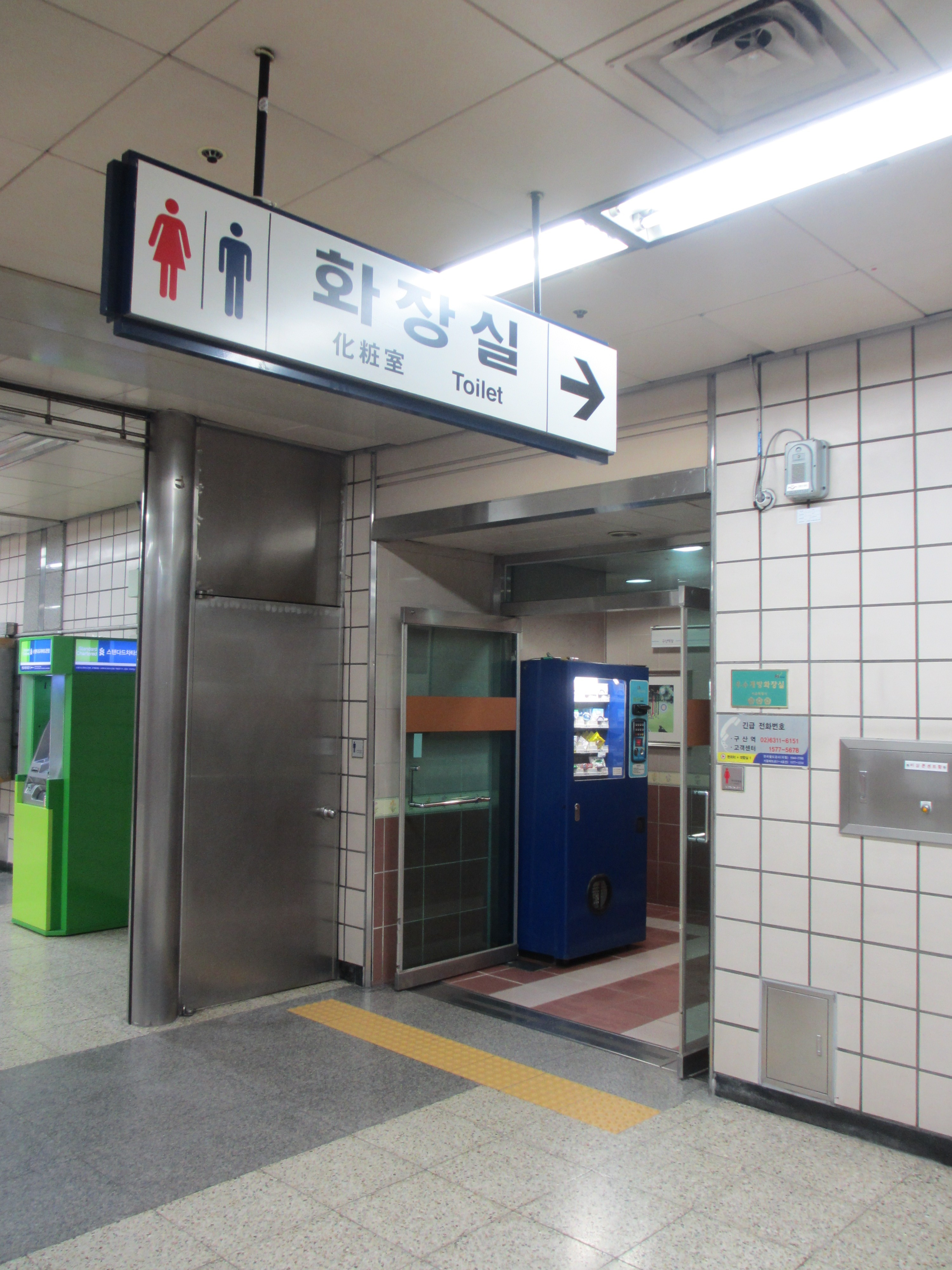
洗手間

## 相鄰車站
首爾交通公社
●首尔地铁6号线
循環線
延新川（614）－龜山（615）－鷹岩（610）